# Nasturtium
Genre
Classification phylogénétique
Nasturtium est un genre de plantes herbacées de la famille des Brassicaceae.
Le cresson de fontaine, une plante potagère vivace, en fait partie. Le genre Nasturtium est présent sur l'ensemble du globe ou presque.

## Liste d'espèces
- Nasturtium africanum Braun-Blanq.
- Nasturtium floridanum (Al-Shehbaz & Rollins) Al-Shehbaz & R.A.Price
- Nasturtium gambellii (S.Watson) O.E.Schulz
- Nasturtium microphyllum Boenn. ex Rchb.
- Nasturtium officinale R.Br. - Cresson de fontaine
- Nasturtium ×sterile (Airy Shaw) Oefelein